# Osborne House
Osborne House – była rezydencja królewska położona w mieście Cowes na Wyspie Wight. 
Gmach został wzniesiony w latach 1845–1851 według projektu Thomasa Cubitta na zlecenie królowej Wiktorii i jej małżonka, księcia Alberta. Inspiracją dla architekta były włoskie pałace z okresu renesansu. W latach 1890–1891 budynek poddano rozbudowie. Parter urządzony został z wykorzystaniem wielu elementów pochodzących z Indii, których Wiktoria była cesarzową. Na terenie rezydencji zgromadzono też kolekcję obrazów pędzla Rudolfa Swobody, przedstawiających sceny i osoby z Indii. Drugie piętro stało się siedzibą najmłodszej córki monarchini, księżniczki Beatrycze wraz z rodziną. Wiktoria uważała Osborne House za jedną ze swych ulubionych rezydencji, zwłaszcza odkąd w 1861 została wdową. Spędzała tu każde święta Bożego Narodzenia i tutaj też, 22 stycznia 1901, zmarła. 
Następca Wiktorii, Edward VII, uważał obiekt na stosunkowo dalekiej od Londynu wyspie za drogi w utrzymaniu i niepotrzebny - sam zdecydowanie bardziej wolał relaksować się w Sandringham House. Podarował go zatem "narodowi". W praktyce dawne apartamenty królowej pozostawiono w stanie nienaruszonym i stworzono z nich swego rodzaju prywatne muzeum monarchini, gdzie wstęp mieli tylko członkowie rodziny królewskiej. Pozostałą część gmachu przejęło wojsko. W latach 1903–1921 działała tam szkoła oficerów marynarki wojennej, a w okresie I wojny światowej dodatkowo ośrodek rekonwalescencji dla rannych oficerów. Następnie jedno ze skrzydeł stało się domem opieki dla emerytowanych wojskowych, a resztę przekształcono w, tym razem dostępne szerokiej publiczności, muzeum. Pod koniec lat 90. XX wieku zostało ono rozszerzone na cały gmach. Obecnie rezydencja pozostaje własnością English Heritage, ciała zarządzającego najcenniejszymi angielskimi zabytkami w imieniu Ministerstwa Kultury. Przez większość roku jest dostępna dla zwiedzających.